# Naso annulatus
Naso annulatus is een straalvinnige vissensoort uit de familie van doktersvissen (Acanthuridae). De wetenschappelijke naam van de soort is voor het eerst geldig gepubliceerd in 1825 door Jean René Constant Quoy en Paul Gaimard.  De soort werd ontdekt bij het eiland Timor op de expeditie van de Franse korvetten l'Uranie en la Physicienne van 1817-1820.